# Rajabasa (Rajabasa)
Rajabasa is een bestuurslaag in het regentschap Lampung Selatan van de provincie Lampung, Indonesië. Rajabasa telt 1014 inwoners (volkstelling 2010).